# Liste de musées en Galice
Le territoire de la Galice est jalonnée par quasi 150 lieux de conservation et d'exposition d'objets de culture et d'art. Très peu, en regard de la quantité globale sont des musées au sens strict du terme. Les musées d'art, les maisons d'écrivains (et d'artistes connus) galiciens ou ayant séjourné en Galice, les musées d'archéologie, les  musées d'ethnographie, l'éventail des musées et collections  est vaste et assez bien reparti sur l'ensemble du territoire.

## Province de La Corogne

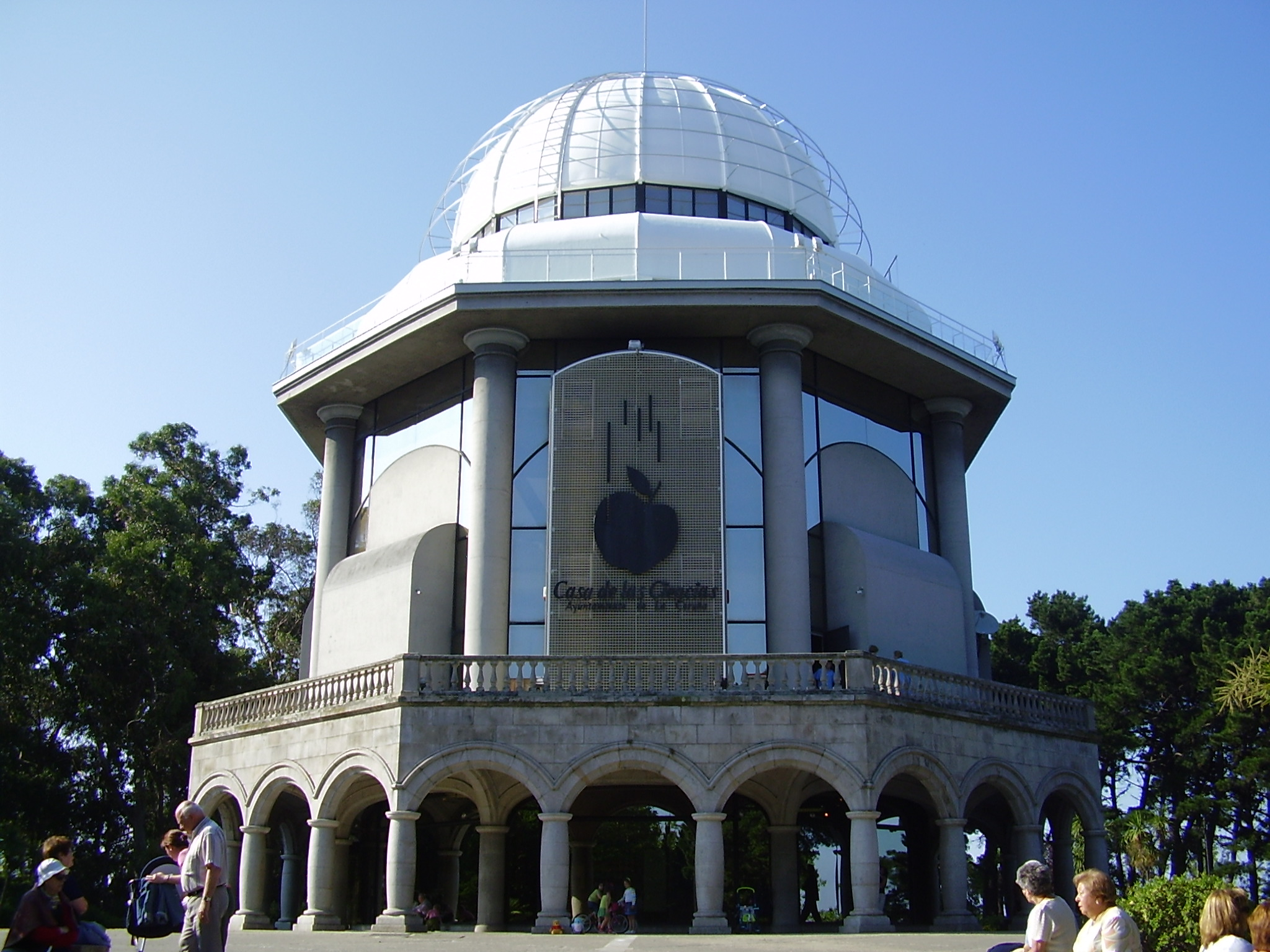
Casa das Ciencias à La Corogne.

### As Pontes
- La collection ethnographique du collège "Monte Caxado" (Colección Etnográfica C.P.I. "Monte Caxado" ) de la commune de As Pontes, au nord de la province de La Corogne, qui expose plus de  2 000 pièces de la vie quotidienne traditionnelle de Galice.

### Fene
- Musée de l'Humour (Museo do Humor), situé dans la commune de Fene, conserve des dessins originaux d'humoristes galiciens, espagnols et d'ailleurs, des objets et des photographies.

### La Corogne
- Aquarium Finisterrae (ou Acuario da Fin do Mundo, littéralement « aquarium de la fin du monde » ou Casa dos Peixes, littéralement « maison des poissons »), musée public  de la ville de La Corogne.
- Le musée archéologique et historique du château de San Antón (Museo Arqueolóxico e Histórico do Castelo de San Antón) à La Corogne, qui possède en particulier le torque de Xanceda et le casque de Leiro).
- Musée d'art contemporain  de Union Fenosa (Museo de Arte Contemporánea Unión Fenosa ou MACUF) de La Corogne.
- Musée de l'électricité (Museo da Electricidade), musée privé à La Corogne.
- Musée de l'homme (Casa do Home ou Domus) musée public  de la ville de La Corogne.
- Musée "Maison des Sciences" (Casa das Ciencias) musée public  de la ville de La Corogne.
- Maison musée de Emilia Pardo Bazán (Casa Museo de Emilia Pardo Bazán), maison familiale de l'écrivain à La Corogne, léguée par ses héritiers à la Real Academia Galega, qui en fait un musée, avec une visée essentiellement éducative.

### Ortigueira
- Le musée archéologique Federico Maciñeira (Centro Arqueolóxico Federico Maciñeira) de Ortigueira.

### Sada
- Musée galicien d'art contemporain Carlos Maside" (Museo Galego de Arte Contemporánea "Carlos Maside") de Sada.

### Saint-Jacques-de-Compostelle
- Centre galicien d'art contemporain (Centro Galego de Arte Contemporánea -CGAC-), musée public, créée en 1990 par la communauté autonome de Galice à Saint-Jacques-de-Compostelle.
- Fondation Valle-Inclán (Fundación Valle-Inclán), c'est une association culturelle privée à Saint-Jacques-de-Compostelle  dont l'objet est de diffuser, promouvoir et étudier la vie et l'œuvre de l'écrivain. La fondation n'a pas encore de lieu pour accueillir le public. Elle organise des expositions, des conférences, édite des publications entre autres activités.
- Musée du peuple galicien à Saint-Jacques-de-Compostelle.
- Le musée de la cathédrale de Saint-Jacques-de-Compostelle (Museo Catedralicio de Santiago de Compostela).

## Province de Lugo

### Vilalba
- Le musée archéologique de Vilalba (Museo de Prehistoria e Arqueoloxía de Vilalba)[1], musée municipal.

## Province d'Orense

### Ourense
- Musée archéologique départemental d'Ourense (Museo Arqueolóxico Provincial de Ourense)[2] à Ourense. La section d'archéologie du musée conserve des objets de la préhistoire, de la culture des castros et de la période galaïco-romaine. Le musée possède des pièces d'architecture de l'art pré-roman et de l'époque médiévale. La section Beaux-Arts possède des sculptures, du mobilier et beaucoup d'objets provenant de couvents et monastères supprimés lors du désamortissement de Mendizábal. On y trouve aussi des tableaux des XIX et XX siècles.

## Province de Pontevedra

### Pontevedra
- Musée de Pontevedra (Museo Provincial de Pontevedra) à Pontevedra. Comprend 6 édifices différents.

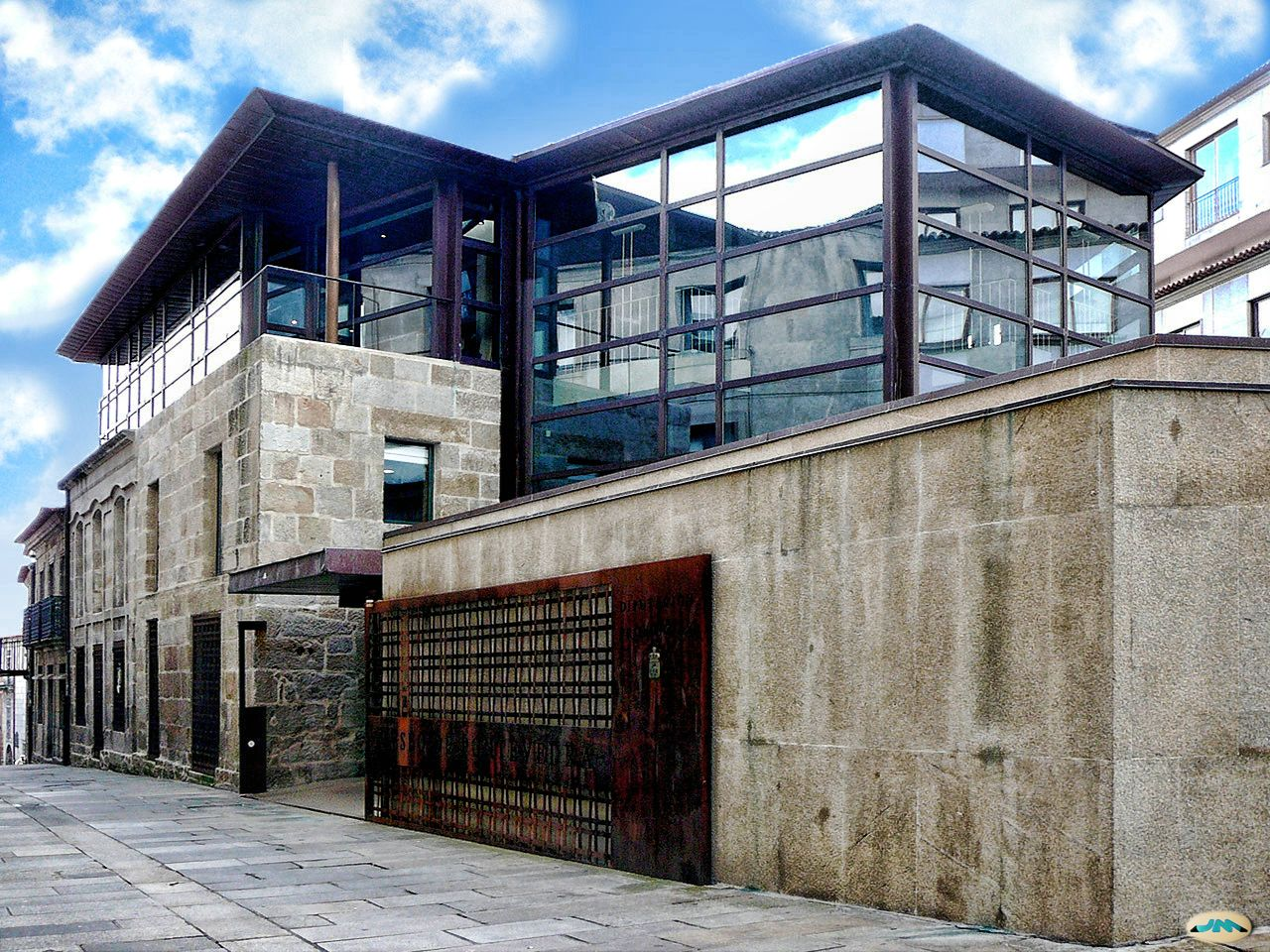
Musée de Pontevedra, l'un des plus importants de Galice

- Ruines du couvent Saint-Dominique (Pontevedra). Musée d'archéologie de Pontevedra.
- Bâtiment Castelao de Pontevedra.
- Centre d'Interprétation des Tours Archiépiscopales (CITA) de Pontevedra.
- Île des Sculptures
- Musée du Conseil Regulateur du vin Rias Baixas de Pontevedra.

### Marín
- Musée municipal Manuel Torres (Museo Municipal Manuel Torres) de Marín.

### Vigo
- Maison des Arts (Casa das Artes) de Vigo.
- Musée d'art contemporain de Vigo (Museo de Arte Contemporánea de Vigo ou MARCO [3]) de Vigo.
- Musée ethnographique de Vigo Liste (Museo Etnográfico Liste).
- Musée municipal "Quiñones de León", archéologie, art et histoire de Vigo[4].
- Musée de la Mer (Museo do Mar) [5], écosystème marin, histoire de la pêche en  Galice, histoire de l'emplacement du musée, la bataille de Rande.

### Vilanova de Arousa
- Maison musée de Ramón del Valle-Inclán (Casa-Museo Ramón del Valle-Inclán), maison natale de l'écrivain à Vilanova de Arousa, c'est un musée public de la ville.